# Hamilton Naki
 (octobre 2023).
Si vous disposez d'ouvrages ou d'articles de référence ou si vous connaissez des sites web de qualité traitant du thème abordé ici, merci de compléter l'article en donnant les références utiles à sa vérifiabilité et en les liant à la section « Notes et références ».
Hamilton Naki, né le 26 juin 1926 et mort le 29 mai 2005, est un laborantin sud-africain. Il fut de nombreuses fois cité comme assistant du Professeur Barnard durant la première transplantation cardiaque réalisée au Groote Schuur Hospital (Afrique du Sud) en 1967.

## Biographie
Hamilton Naki est né 1926 dans une famille pauvre de Ngcingane, un petit village près du Cap. Il fit sa scolarité là-bas, avant de partir à 14 ans chercher du travail au Cap. Il fut employé par l'université du Cap en tant que jardinier, et durant 10 années s'occupa des courts de tennis sur le campus de l'université.

## Carrière médicale
Il fut choisi par Robert Goetz de la faculté de médecine de l'université du Cap, alors qu'il était jardinier, pour travailler au laboratoire clinique, en tant qu'assistant-animalier. Hamilton put ainsi apprendre des techniques d'opérations, de l'anesthésie aux soins post-opératoires. Malgré son manque d'instruction, sa technique et ses capacités furent reconnues, et il obtint la permission de continuer des recherches dans le laboratoire. 
Il devint un des quatre techniciens du laboratoire de recherche à l'école médicale. Il assista lors de nombreuses opérations médicales dans le laboratoire animalier (dont le but était de transplanter un cœur avant de tester cela sur les humains). De plus, bien qu'enregistré en tant que jardinier, il était payé le salaire d'un technicien senior, même sans diplômes.

## Origine du mythe
Naki est surtout connu pour être cité en tant qu'assistant du Professeur Barnard lors de la première transplantation cardiaque mondiale, notamment par le célèbre magazine the Economist magazine, qui depuis a corrigé son erreur. 
L'histoire à l'origine du mythe raconte que lorsque Christiaan Barnard revint des États-Unis pour développer la technique de transplantation cardiaque, Naki fut listé en tant qu'assistant, et supervisa la transplantation du cœur de Denise Ann Darvall (de), le 3 décembre 1967 sur Louis Washkansky.
Le documentaire Hidden Heart sorti en 2008 prétend au contraire qu'Hamilton Naki, surnommé le « chirurgien clandestin », a été le premier assistant du professeur Barnard. Ses grands mérites ont en tout cas été reconnus puisque Naki a été récipiendaire d'une décoration de reconnaissance par l'université du Cap et a reçu un diplôme de docteur honoris causa » de la faculté de médecine[réf. nécessaire].